# Quartieri di Cluj-Napoca

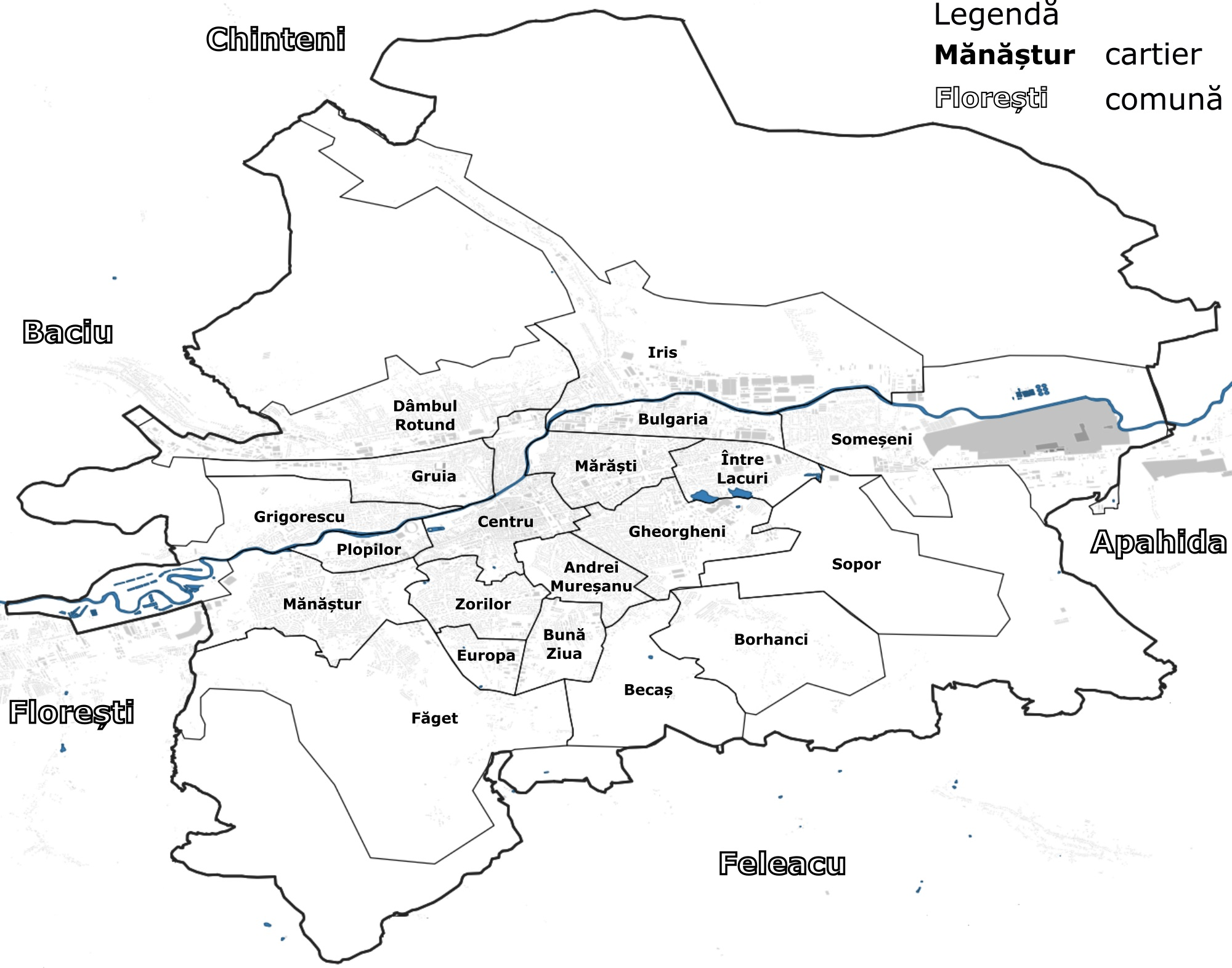
Quartieri di Cluj-Napoca

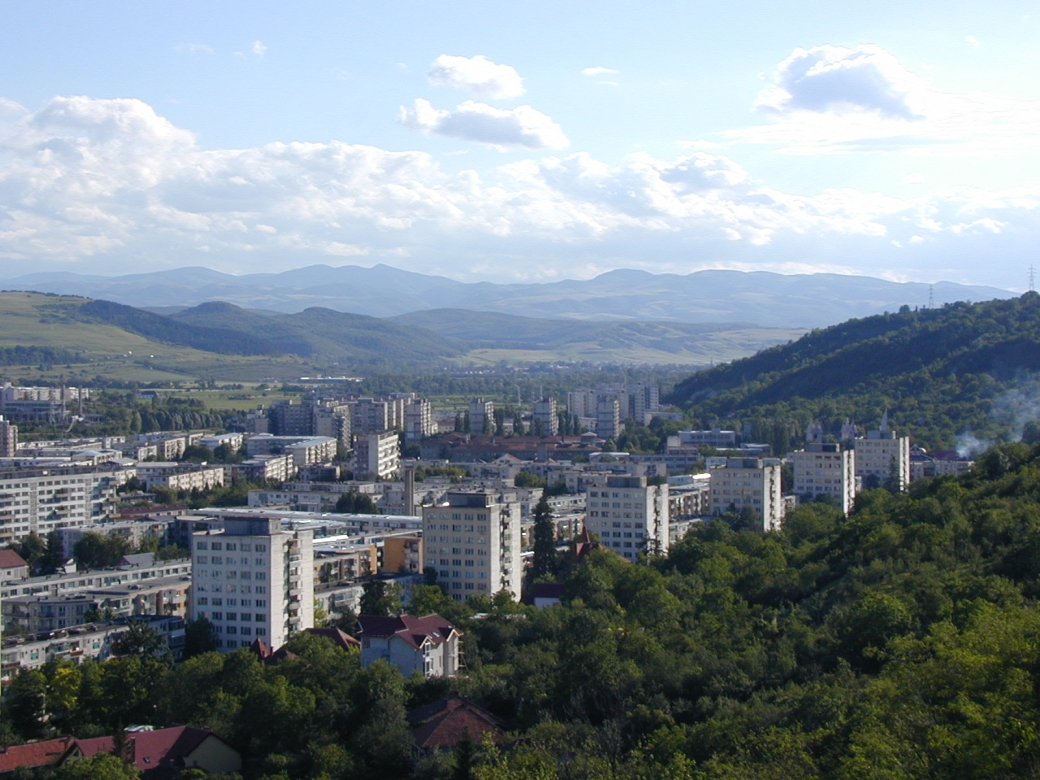
Il quartiere Grigorescu e la foresta Hoia. Sullo sfondo i Monti Apuseni.

Fino al 2005 Cluj-Napoca era suddivisa in 16 quartieri (cartier in rumeno). A seguito di nuovi insediamenti oggi i quartieri sono 23.

## Elenco quartieri
- Andrei Mureşanu
- Bulgaria
- Bună Ziua
- Centru
- Dâmbul Rotund
- Gara
- Gheorgheni
- Grădini Mănăştur
- Grigorescu
- Gruia
- Iris
- Între Lacuri
- Mănăştur
- Mărăşti
- Someşeni
- Zorilor
- Sopor, formato nel 2005
- Borhanci, formato nel 2005
- Becaş, formato nel 2005
- Făget, formato nel 2005
- Zorilor sud (inizialmente denominato Observatorului sud o Europa), formato nel 2005
- Lomb, nella zona della collina Lomb[1][2], costruito su un terreno di 267 ettari dalla compagnia Impact Developer&Contractor. Ci saranno 6000 appartamenti[3].
- Tineretului[4], costituito su un terreno di 203 ettari in zona B-dul Muncii – Păşunea Someşen, realizzato dalla compagnia Polus Real Estate. Ci saranno 6000 appartamenti[3].
- Pata-Rât, detto anche cartierul Dallas[5] (colonia di Rom)[6][7][8]